# Shizuo Kakutani
Shizuo Kakutani (角谷 静夫, Kakutani Shizuo, Osaka, 28 de agosto de 1911 — New Haven, 17 de agosto de 2004) foi um matemático japonês. Conhecido pelo teorema do ponto fixo de Kakutani.

## Trabalho
O teorema do ponto fixo de Kakutani é uma generalização do teorema do ponto fixo de Brouwer, válido para correspondências generalizadas em vez de funções. Seus usos mais importantes são para provar a existência de equilíbrios de Nash na teoria dos jogos e o modelo Arrow-Debreu-McKenzie da teoria do equilíbrio geral.
As outras contribuições matemáticas de Kakutani incluem o teorema de ponto fixo de Markov-Kakutani, outro teorema de ponto fixo; o Kakutani skyscraper, um conceito da teoria ergódica (um ramo da matemática que estuda sistemas dinâmicos com uma medida invariável e problemas relacionados); sua solução da equação de Poisson usando os métodos de análise estocástica.
A conjectura Collatz também é conhecida como conjectura Kakutani.

## Lista de livros disponíveis em inglês
- Selected papers / Shizuo Kakutani ; Robert R. Kallman, editor (1986)

## Artigos selecionados em inglês
- "A generalization of Brouwer's fixed point theorem." Duke Mathematical Journal (1941): 457–459. doi:10.1215/S0012-7094-41-00838-4
- "Concrete representation of abstract (L)-spaces and the mean ergodic theorem." Annals of Mathematics (1941): 523–537. doi:10.2307/1968915
- "Concrete representation of abstract (M)-spaces (A characterization of the space of continuous functions)." Annals of Mathematics (1941): 994–1024. doi:10.2307/1968778
- "On equivalence of infinite product measures." Annals of Mathematics (1948): 214–224. doi:10.2307/1969123